# Halo: Reach
Halo: Reach és un videojoc d'acció en primera persona de la saga Halo, desenvolupat per Bungie i publicat per Microsoft Game Studios en exclusiva per la consola Xbox 360. Reach fou llançat a Amèrica del Nord, Austràlia i Europa el 14 de setembre de 2010. El joc està ambientat l'any 2552, en què la humanitat està involucrat en una guerra amb la facció alien Covenant. El jugador controla el Noble Six («Noble Sis»), un membre d'un esquadró elitista de supersoldats, quan el planeta habitat per humans Reach és atacat pel Covenant.
Després de desenvolupar Halo 3 el 2007, Bungie es dividí en dos equips per desenvolupar dos jocs diferents, un dels quals esdevindria Halo 3: ODST i l'altre dels quals esdevindria Halo: Reach. Els desenvolupadors decidiren crear una preqüela de la trilogia original, alliberant-se de l'obligació de seguir el fil de la història. Com que el joc té lloc a un món humà destinat a la destrucció, se centraren en fer l'entorn un personatge per si mateix. Els compositors Martin O'Donnell i Michael Salvatori, que ja havien compost per Halo anteriorment, retornaren per compondre la música de Reach, elaborant un so més pessimista perquè encaixés amb l'argument.
Reach fou anunciat a l'E³ 2009 a Los Angeles (Califòrnia) i el primer tràiler es mostrà al Spike Video Game Awards del 2009. Els jugadors que compraren Halo 3: ODST entraren en un sorteig per provar una beta del multijugador del Reach el maig de 2010; la beta va permetre a Bungie observar la reacció dels jugadors, resoldre bugs i fer petites modificacions abans de la versió definitiva. Microsoft donà a Reach el pressupost de marxandatge més gran que mai ha donat a un videojoc fins ara, i creà anuncis en directe, figures d'acció i mitjans interactius per promoure'l.
Halo: Reach va recaptar 200 milions de dòlars nord-americans el dia del seu llançament, establint un nou rècord per la franquícia. El joc es vengué bé a la majoria de territoris, amb més de tres milions de còpies venudes l primer mes a Nord-amèrica. La recepció crítica fou positiva; els crítics de publicacions com IGN, GamePro i Official Xbox Magazine l'anomenaren el millor Halo fins al moment. Els crítics generalment elogiaren els gràfics i so del títol, encara que l'argument els personatges tingueren una rebuda menys bona. Reach va ser l'últim joc de Halo a càrrec de Bungie; a partir de llavors la franquícia ha estat responsabilitat del subsidiari de Microsoft 343 Industries.

## Halo Reach
Halo Reach és un videojoc d'acció en primera persona exclusivament per a la consola de videojocs Xbox 360 creat per Bungie Studios i publicat per Microsoft Game Studios. És el sisè videojoc de la saga Halo. Va ser anunciat per primera vegada el 2009 a Spike Video Game Awards. Halo Reach va ser anunciat oficialment l'1 de juny de 2009 en la conferència de premsa que va oferir Microsoft durant l'Electronic Entertainment Expo o E3 durant el 2009 on es va mostrar el primer tràiler del videojoc. Reach, és l'últim joc desenvolupat per Bungie. A partir d'ara, en el futur, la saga Halo serà duta a terme per la filial de Microsoft anomenada 343 Industries.
Bungie va oferir un versió multijugador BETA als que posseeixen Halo 3: ODST, usant els comentaris dels jugadors per reparar errors i millorar el videojoc arribant el 3 de maig del 2010. El videojoc va sortir el 14 de setembre amb milers de reserves només als Estats Units.
El joc té en l'any 2552, on la humanitat manté una guerra amb el Covenant. El jugador controla Noble 6, un super soldat millorat genèticament membre de l'Equip "Noble" durant la batalla en la colònia humana de Reach. El més interessant del joc és que pots personalitzar el teu SPARTAN, i poder usar-lo en tots els modes de joc, fins i tot en campanya. Ara tindrem a la nostra disposició moltes més coses per personalitzar el teu personatge, com cascs, armadures, etc., que es desbloquejaran guanyant diners o punts passant missions de la campanya, en jugar partides multijugador, etc.

## Argument
Halo Reach pren lloc en un escenari futurista de ciència-ficció durant l'any 2552, una mica abans dels esdeveniments ocorreguts en el videojoc del 2001 Halo: Combat Evolved. 6 Els humans, sota els auspicis de la UNSC, han estat lliurant una llarga guerra contra la raça col·lectiva coneguda com el Covenant. Pels esdeveniments ocorreguts en Reach, gairebé totes les colònies interestel humanes han caigut. Reach és un planeta semblant a la Terra que serveix com el principal eix de les operacions de la UNSC (United Nations Space Command). En addició a la presència militar, la colònia Reach és llar de més 700 milions de civils.

## Personatges
El jugador es posa en el paper d'un supersoldat millorat genèticament (Spartan), que entra en un equip d'aquests Spartans anomenat equip Noble. El líder de l'equip és el Comandant Carter-259 (Noble 1), un soldat sense sentiments. El segon al comandament, és la Tinent Comandant Kat-320 (Noble 2), criptoanalista de l'equip. En conjunt Carter i Kat són els únics dos membres restants de l'equip original de Noble. Els altres membres inclouen al franctirador Sotstinent juny-266 (Noble 3), l'expert en combat cos a cos Sotstinent Emile-239 (Noble 4), l'especialista en armes pesants Jorge-052 (Noble 5) i tu Noble 6 (et diuen "seis" en la versió espanyola).

## Mode de joc
Halo: Reach és un joc de trets on els jugadors experimenten el joc des d'una perspectiva en primera persona. En Halo 3, els jugadors tenien l'opció de prendre i el desplegar articles amb habilitats especials, anomenats "Potenciadors" d'un sol ús i que a més tenien un temps limitat donant-li al jugador avantatges ofensives o defensives. Aquest sistema potenciadors se substitueix en Halo Reach per les habilitats d'armadura reutilitzables i persistents que es mantenen amb un jugador fins que siguin substituïts, els quals requereixen un temps de recàrrega. Una altra de les coses que s'ha remogut del joc és l'habilitat de portar dues armes alhora, en aquest cas, una a cada mà. Entre les habilitats destacades són el Jetpack, Camuflatge Actiu, Sprint, que és bàsicament un augment de velocitat temporal, i Armor Lock (Bloqueig d'Armadura), el que fa que el jugador sigui invencible a canvi de la pèrdua de mobilitat. A més del fet que comptarà amb noves característiques com l'atac cos a cos i diversos canvis a les armes per a complir diverses funcions en combat. Halo Reach també compta amb Forge, Tiroteig, Matchmacking, Cinema i Partides personalitzades.

## Multijugador
Halo Reach comptarà amb suport Xbox Live, System Link i Pantalla Dividida. També comptarà amb el sistema "Loadouts", una eina que permet al jugador triar un armament predefinit d'acord amb la tasca que ha d'acomplir del jugador. El sistema Vet ha estat millorat, i permet als jugadors votar pel seu mapa preferit i manera de joc. I a fi de donar un recurs als jugadors amb relació a l'aparença, els jugadors ara són premiats amb "crèdits", on els jugadors podran gastar en la personalització de la seva armadura. Aquests efectes són visuals i no modifiquen de cap manera la manera de joc. La suma de crèdits és atorgat al jugador d'acord amb els seus resultats en la partida.

## Música (banda sonora)
Martin O'Donnell torna a Halo Reach. Amb la música del videojoc O'Donnell escrigué les cançons amb un sentit més ombrívol i visceral perquè la trama del joc se centra en un planeta conegut de l'Univers el qual cau sota el domini dels Covenant. La peça musical mostrada en el World Premeiere d'Halo Reach, va ser la primera peça musical composta per O'Donnell i espera que sigui utilitzada com a punt de partida per a la creació de composicions musical.